# Mensa International
Mensa (pełna nazwa Mensa International – Mensa Międzynarodowa) – największe i najstarsze stowarzyszenie ludzi o wysokim ilorazie inteligencji. Założona w 1946 roku przez brytyjskiego naukowca i prawnika Lancelota Ware’a oraz australijskiego prawnika Rolanda Berrilla jest organizacją typu non-profit, do której mogą przystąpić osoby o ilorazie inteligencji w zakresie dwóch górnych percentyli (procent) populacji. Składa się z grup krajowych, zwanych Mensami poszczególnych krajów (np. Mensa Polska, Mensa Brytyjska), oraz organizacji patronackiej Mensa International z siedzibą w Caythorpe (Lincolnshire) w Anglii.
Do Mensy należy ponad 145 000 osób w ponad 100 krajach (z tego odrębne oddziały znajdują się w 49 krajach). Nazwa Mensa pochodzi od łacińskiego wyrazu oznaczającego „stół” i taki stół przedstawia logo organizacji.

## Przynależność

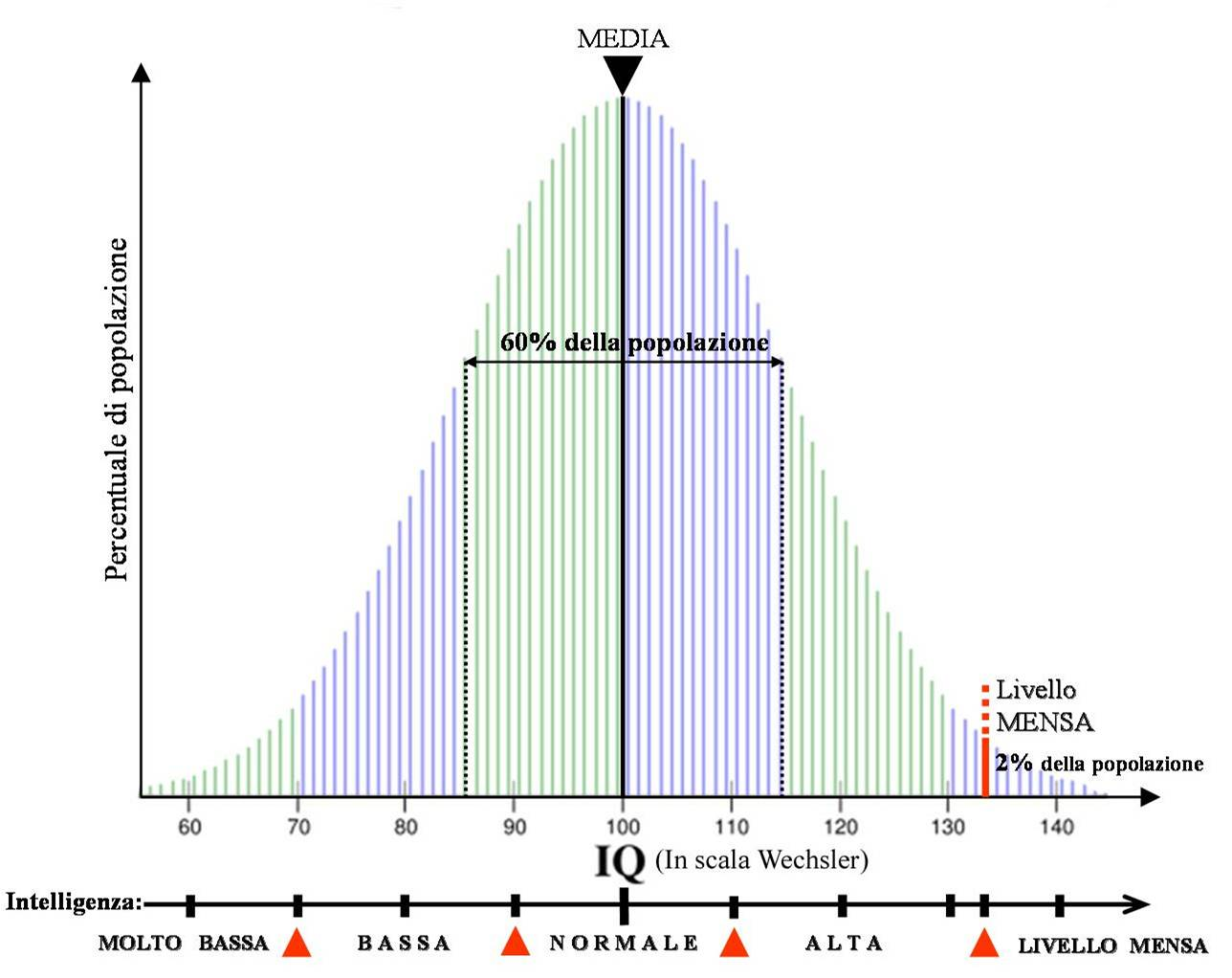
normalny rozkład inteligencji

Aby zostać członkiem Mensy, należy przystąpić do testu badającego inteligencję i uzyskać w nim wynik umieszczający osobę zdającą w 2% populacji o najwyższym ilorazie inteligencji. Jest to, oprócz wyrażenia woli wstąpienia do organizacji i opłacenia składki, jedyny warunek.
Oddziały Mensy w różnych krajach używają różnych testów. Testy te są okresowo normalizowane lub wymieniane oddzielnie dla każdego kraju, aby zniwelować efekt Flynna oraz próby wyuczenia się odpowiedzi poprzez wielokrotne podchodzenie do testu.
Aby w Polsce uzyskać członkostwo Mensy, należy osiągnąć wynik oznaczający IQ równy co najmniej 130 w skali Wechslera (do 2015 roku obowiązywał dolny limit wyniku 148 w skali Cattella, oba wyniki są równoważne). Według statutu i przepisów Mensy International przyjmowane są tylko osoby, które uzyskają taki wynik w teście zatwierdzonym przez Głównego Psychologa Mensy International (International Supervisory Psychologist) i superwizowanym przez krajową Mensę, co oznacza, że muszą podejść do testu organizowanego przez Stowarzyszenie Mensa Polska (SMP) lub przepisać członkostwo uzyskane na podstawie testu przeprowadzanego za granicą, przez inny oddział Mensy. Funkcję Głównego Psychologa Mensy Polskiej od momentu jej powstania pełni prof. dr hab. Czesław Nosal.
Testy takie organizowane są przez SMP co pewien czas w większych miastach Polski. Sesje testowe są płatne, informacje o nich pojawiają się regularnie na stronie internetowej SMP. Od 2018 roku istnieje możliwość udziału w badaniach indywidualnych w niektórych miastach. Osoby, które uzyskały odpowiedni wynik, otrzymują zaproszenie do przystąpienia do Stowarzyszenia. Jeśli wypełnią deklarację członkowską oraz wniosą opłaty wpisowe, zostają członkami Mensy. Członkostwo ustaje na skutek nieopłacenia składki członkowskiej na dany rok; uzyskuje się je ponownie po opłaceniu składki – bez konieczności powtórnego zdawania testu.

## Cele i ograniczenia
Statut Mensy definiuje trzy cele:

1. odkrywanie i pielęgnowanie inteligencji człowieka dla dobra ludzkości
2. popieranie badań naukowych określających charakter, rodzaj oraz zastosowanie ludzkiej inteligencji
3. stwarzanie dla swoich członków korzystnego środowiska intelektualnego i społecznego

Statut wyraźnie zastrzega, że choć członkowie Stowarzyszenia mogą reprezentować różnorodny zakres poglądów, to Stowarzyszenie nie ma prawa podejmowania akcji politycznych, wyrażania opinii o charakterze ideologicznym, filozoficznym, politycznym lub religijnym, ani też angażowania się w działalność organizacji o takim charakterze. Natomiast sami członkowie Mensy mogą publicznie wyrażać własne poglądy na dowolne tematy, mogą też tworzyć grupy członkowskie, które będą wyrażać swoje poglądy – pod warunkiem, że nie będą ich przypisywać całemu Stowarzyszeniu.

## Struktura

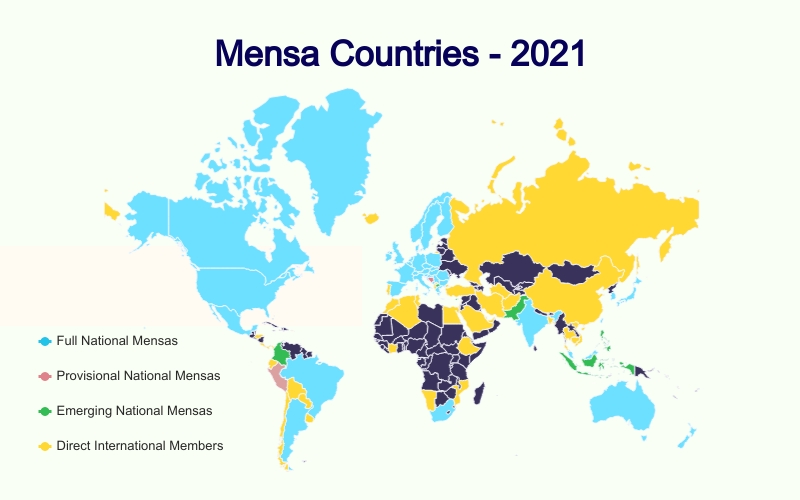
Mapa pełnych Mens Krajowych, oddziałów w trakcie tworzenia oraz państw zamieszkania osób należących bezpośrednio do Mensy International w kraju bez Mensy Krajowej (część osób może należeć do mensy państw sąsiednich a nie MI bezpośrednio i nie być uwzględniona). Stan na 13.10.2021

Mensa International (MI) ma ponad 145 000 członków, pochodzących z ponad 100 państw i należących do jednej z 49 Mens krajowych lub zapisanych do MI bezpośrednio. Osoby mieszkające w kraju, w którym działa Mensa krajowa, należą do Mensa International poprzez członkostwo w Mensie krajowej, natomiast osoby mieszkające w kraju, w którym nie ma zarejestrowanej Mensy krajowej, mogą zapisać się bezpośrednio do Mensa International.
Trzy największe Mensy krajowe to American Mensa, która ma około 44 000 członków, British Mensa licząca około 18 000 członków, oraz Mensa Deutschland z ponad 15 000 członków. Duże Mensy krajowe dzielą się na grupy regionalne, np. American Mensa ma 134 grupy regionalne, z których największa ma ponad 2000 członków. Mensanie mogą też tworzyć grupy skupiające osoby o wspólnych zainteresowaniach, tzw. SIG-i (ang. Special Interest Groups). W Polsce używa się nazwy SIG lub GSZ (Grupa Specjalnych Zainteresowań), a nazwa grupy musi zawierać w sobie jeden z tych dwóch akronimów (SIG lub GSZ).

## Mensa w Polsce
W Polsce działa Mensa Polska, utworzona w 1989 roku i zarejestrowana jako Stowarzyszenie Mensa Polska z siedzibą w Krakowie. Pierwszym Prezesem Stowarzyszenia Mensa Polska w latach 1990–1994 był profesor Andrzej Fal.
W ramach Mensy Polska działają następujące Grupy Regionalne (GR-y):
| GR Region Zachodniopomorski | GR Trójmiasto        | GR Olsztyn     | x          |
| x                           | GR Kujawsko-Pomorski | GR Warszawa    | GR Lublin  |
| GR Wielkopolska             | GR Łódź              | GR Kielce      | GR Rzeszów |
| GR Wrocław                  | x                    | GR Górny Śląsk | GR Kraków  |

Członkowie nie mają obowiązku do nich należeć – wszyscy i tak należą do Stowarzyszenia Mensa Polska bezpośrednio. Grupy Regionalne są pomocne w organizowaniu kontaktów na szczeblu lokalnym, są jednak mensanie, którzy nie należą do żadnej z nich.
Obecnie w ramach Stowarzyszenia Mensa Polska działają następujące SIG-i (GSZ):
| Nazwa SIGu      | Opis |
| --------------- | --- |
| AI SIG          | skupiający Mensan zainteresowanych sztuczną inteligencją, jej zastosowaniami i rozwojem. |
| Astro SIG       | poświęcony astronomii, astrofizyce, kosmologii oraz wszystkiemu, z czym są one związane. |
| SIG Biegający   | dla biegających dla zdrowia |
| Filozofia SIG   | dla miłośników filozofii i filozofowania |
| Fitness SIG 25+ | dla zainteresowanych tym, jak w teorii, a zwłaszcza w praktyce, osiągnąć lub utrzymać zdrowie i ogólną sprawność naszego organizmu na długie lata poprzez: zmianę sposobu odżywiania, ćwiczenia fizyczne i mentalne oraz zmianę filozofii życiowej. |
| Fishing SIG     | SIG zajmuje się organizowaniem wyjazdów wędkarskich, jak i wszelkiego rodzaju spotkań dających możliwość pochwalenia się dokonaniami na polu wędkarstwa.                                                                                            |
| Foto-SIG        | dla zainteresowanych fotografią/fotografowaniem |
| Food SIG        | dla miłośników gotowania |
| SIG Grajdołek   | skupia się na wspieraniu członków w organizacji gier i zabaw towarzyskich w ramach Mensy w Internecie |
| Legal SIG       | dla osób interesujących się prawem |
| Lingua SIG      | dla zainteresowanych językiem ojczystym, językami obcymi i/lub językoznawstwem |
| SIG Lwów        | dla odwiedzających Lwów i wspierających powstanie Mensy na Ukrainie |
| IT-SIG          | dla osób zainteresowanych tematyką technologii informacyjnej |
| Kot SIG         | Zrzesza opiekunów i miłośników kotów domowych. |
| MiKol SIG       | Grupa skupiająca Mensan zainteresowanych kolejarstwem i podróżami koleją. Jej celem jest wymiana informacji i doświadczeń związanych z podróżowaniem pociągami, historią kolejarstwa i ciekawostkami związanymi z tym tematem.                      |
| Movie SIG       | dla kinomanów, recenzentów, miłośników filmów i seriali |
| MY SIG          | sekcja międzynarodowego MY-SIGu organizującego spotkania międzynarodowe dla mensan do 35 r..ż. (lub młodych duchem) |
| Patataj SIG     | SIG miłośników koni (equus caballus) i jazdy konnej. |
| GSZ Piłka Nożna | dla zainteresowanych piłką nożną |
| SIG Pisarski    | dla twórczych literacko oraz zainteresowanych tworzeniem |
| Sailing SIG     | dla zainteresowanych żeglarstwem, pływaniem, sportami wodnymi |
| Unicorn SIG     | SIG osób pogłębiających wiedzę o jednorożcach |
| GSZ Wspinaczka  | dla osób zainteresowanych wspinaczką skałkową |

### Działalność
Mensa umożliwia swoim członkom m.in.:
- Kontakty z innymi mensanami w kraju i na świecie.
- Udział w SIG-ach.
- Uczestniczenie w SIGHT (Service for Information, Guidance and Hospitality to Travellers). Jest to międzynarodowy program pozwalający na tanie zakwaterowanie podczas zagranicznych podróży. Każdy członek Mensy może zostać gospodarzem w ramach SIGHT-u i gościć mensan z zagranicy, każdy mensanin ma też możliwość korzystania podczas swoich podróży z gościny tych miejscowych członków Mensy, którzy zgłoszą się jako gospodarze w ramach programu SIGHT.
- Udział w krajowych i międzynarodowych cyklicznych spotkaniach (np. co roku w kilkudniowym Zjeździe, połączonym z Walnym Zebraniem Członków, uczestniczy ok. 300 osób).
- Udział w badaniach naukowych, np. badaniach rezonansem nad różnicami anatomicznymi w budowie ciała modzelowatego między ogólną populacją a osobami z wysoką inteligencją.
- Dostęp do zniżek i korzyści u partnerów, wewnętrzny sklep z odzieżą i gadżetami.

Każdy członek Mensy może też zamieścić informację o przynależności do Stowarzyszenia w swoim CV, oraz umieścić na swoich wizytówkach logo Mensy, przy zachowaniu zasad określonych przez Mensę International.

### Publikacje
Mensa Polska wydaje własny biuletyn o nazwie ForuM, który obecnie wychodzi jako dwumiesięcznik. ForuM zawiera artykuły i felietony pisane przez mensan oraz, jako wydzieloną część, International Journal, odrębny periodyk, w którym są wiadomości z poszczególnych Mens krajowych oraz z Mensy International.

### Patronaty
Mensa Polska udziela patronatów m.in. wydarzeniom i publikacjom z zakresu szeroko rozumianego propagowania nauki i inteligencji, takim jak:
- „Maszyna genów. Wyścig do rozszyfrowania tajemnic rybosomu” Venkatraman „Venki” Ramakrishnan, wyd. Copernicus Center Press (2021)[15]
- “Potęga nieskończoności. Jak rachunek różniczkowy i całkowy odkrywa tajemnice Wszechświata”, Steven Strogatz, wyd. Copernicus Center Press (2021)[15]
- “Jak się uczymy? Dlaczego mózgi uczą się lepiej niż komputery… jak dotąd”, Stanislas Dehaene, wyd. Copernicus Center Press (2021)[15]
- Serie "Dla mądrego nic trudnego" i "Zadania do główkowania" wyd. Zielona Sowa (2021-2022)
- Zestawy naukowe dla dzieci "SmartBee Club"
- Konkursowi Politechniki Białostockiej „Niesamowita maszyna”[16]
- Serii wykładów „Fizyka Warta Poznania” prowadzonej przez Instytut Fizyki Molekularnej Polskiej Akademii Nauk[17]

## Spotkania ogólnopolskie i międzynarodowe
Mensa organizuje regularnie spotkania ogólnokrajowe i międzynarodowe swoich członków i członkiń. W Polsce Zjazdy Stowarzyszenia Mensa Polska odbywają się od lat na przełomie maja i czerwca, i gromadzą ok. 250-300 osób z kraju.
Od 2008 organizowane jest ogólnoeuropejskie spotkanie European Mensa Annual Gathering (EMAG), a od 2011 Asian Mensa Gathering (AMAG).
W sierpniu 2016 roku Mensa Polska była organizatorem międzynarodowego zjazdu European Mensa Annual Gathering (EMAG), który odbył się w Krakowie i był największym dotychczas spotkaniem mensan w Polsce. Wydarzenie to zgromadziło ponad 450 osób, poza przedstawicielami państw z Europy pojawili się również członkowie Mensy z Australii, Hongkongu, Japonii, Kanady oraz Korei.
Od 2014 organizowana jest międzynarodowa "Silvensa" będąca międzynarodowym europejskim spotkaniem sylwestrowo-noworocznym.
MY-SIG (Mensa Youth SIG), który jest Międzynarodową Grupą Specjalnych Zainteresowań (ISIG) w ramach Mensa International mającą blisko 3000 członków, głównie z Europy organizuje międzynarodowe spotkania „młodych duchem mensan”. Od 2007 roku odbywają się kilku-kilkunastodniowe spotkania MY-CAMP, a od 2009/2010 okołosylwestrowe spotkania MY NY. W sierpniu 2021 w okolicach Kielc odbyło się 14. międzynarodowe spotkanie MY-CAMP w którym brało udział ok. 120 członków i członkiń Mensy między innymi z Niemiec, Danii, Holandii, Belgii, Włoch, Francji, Szwajcarii, Wielkiej Brytanii oraz Rumuni.
| Rok  | EMAG                      | MY CAMP                     | MY NY (przełom roku)       | AMAG                | Silvensa                       |
| ---- | ------------------------- | --------------------------- | -------------------------- | ------------------- | ------------------------------ |
| 2007 | n/a                       | Dania                       | n/a                        | n/a                 | n/a                            |
| 2008 | Kolonia                   | Holandia                    | n/a                        | n/a                 | n/a                            |
| 2009 | Utrecht                   | Bułgaria                    | Holandia(2009/2010)        | n/a                 | n/a                            |
| 2010 | Praga                     | Hiszpania                   | Bułgaria                   | n/a                 | n/a                            |
| 2011 | Paryż                     | Szwecja                     | Hiszpania                  | Kuala Lumpur        | n/a                            |
| 2012 | Sztokholm                 | Litwa                       | Szwecja                    | Bali                | n/a                            |
| 2013 | Bratysława                | Wielka Brytnia              | Dania                      | Singapur            | n/a                            |
| 2014 | Zürich                    | Niemcy                      | Wielka Brytnia             | Osaka               | Warszawa                       |
| 2015 | Berlin                    | Francja                     | Niemcy                     | Seul                | Wiedeń                         |
| 2016 | Kraków                    | Dania                       | Francja                    | Ghuangzou           | Maastricht                     |
| 2017 | Barcelona                 | Węgry                       | Szwajcaria                 | Gold Coast          | Warszawa                       |
| 2018 | Belgrad                   | Włochy                      | Wielka Brytnia             | Cebu                | Bratysława                     |
| 2019 | Ghent                     | Hiszpania                   | Węgry                      | Aukland/Rotorua     | Marsylia                       |
| 2020 | Brno (przełożone na 2021) | Polska (przełożone na 2021) | Dania (przełożone na 2021) | Suwon (odwłane)     | Sundsvall (przełożone na 2021) |
| 2021 | Brno                      | Polska                      | Dania (odwołane)           | Langkawi (odwłane)  | Sundsvall (odwołane)           |
| 2022 | Strasburg                 | Niemcy                      | Włochy                     | Seul (odwołane)     | Cluj                           |
| 2023 | Rotterdam                 | Austria                     |                            | Bali                | Belgrad                        |
| 2024 | Bukareszt                 |                             |                            | Tajwan (planowane)  | Villach (planowane)            |
| 2025 | Cardiff (planowane)       |                             |                            | Japonia (planowane) |                                |
| 2026 | Podgorica (planowane)     |                             |                            |                     |                                |
| 2027 | Villach (planowane)       |                             |                            |                     |                                |

Ogólnopolski Zjazd Stowarzyszenia Mensa Polska odbywa się zwyczajowo w maju lub czerwcu i jest połączony z Walnym Zebraniem SMP. W ostatnich Zjazdach przed pandemią COVID-19 uczestniczyło po ok. 250-300 osób z całej Polski oraz goście z zagranicy.
| Rok  | Data        | Miasto              | Miejsce                                    |
| ---- | ----------- | ------------------- | ------------------------------------------ |
| 1990 | 3.03        | Warszawa            | (walne)                                    |
| 1991 | 23.03       | Warszawa            | (walne, AM UW)                             |
| 1992 | 16.05       | Wrocław             | (walne)                                    |
| 1993 | 29.05       | Wrocław             | (walne, Państwowy Szpital Kliniczny nr. 5) |
| 1994 | 14.05       | Wrocław             | (walne, Dolnośląska Izba Lekarska)         |
| 1995 | 20.05       | Warszawa            | (walne, ul. Koszykowa)                     |
| 1996 | 8.06        | Katowice            | (walne, ul. Mickiewicza)                   |
| 1997 | 29.05-1.06  | Lądek Zdrój         | O.W. "Hel"                                 |
| 1998 | 27.06       | Kraków              | (walne, ul. Lubomirskiego)                 |
| 1999 | 3.06-6.06   | Zakopane            | DW "Podhale"                               |
| 2000 | 22-25.06    | Marózek k.Olsztyna  | K. S.-W. "Wiatraki"                        |
| 2001 | 14-17.06    | Szklarska Poręba    | DW "Krokus"                                |
| 2002 | 30.05-2.06  | Smardzewice         | O.R.W. "Borki"                             |
| 2003 | 19-22.06    | Wisła               | DW "Relaks"                                |
| 2004 | 10-13.06    | Kwiejce             | Ośrodek Hubertus                           |
| 2005 | 26.05-29.05 | Bachotek            | PTTK Bachotek, Stanica Wodna               |
| 2006 | 15.06-18.06 | Podlesice           | Zajazd Jurajski                            |
| 2007 | 7.06-10.06  | Bukownia Tatrzańska | O.W. „Harnaś”                              |
| 2008 | 22.05-25.05 | Sulejów             | O.W. „Dresso”                              |
| 2009 | 11.06-14.06 | Kolbudy             | O.W.-S. „Dorota”                           |
| 2010 | 3.06-6.06   | Smulnik             | Pensjonat Dąb Polski                       |
| 2011 | 23-27.06    | Skorzęcin           | Hotel Biały                                |
| 2012 | 7-10.06     | Olecko              | Hotel Olecko                               |
| 2013 | 30.05-2.06  | Mąchocice Kapitulne | Hotel Ameliówka                            |
| 2014 | 19-22.06    | Słok                | Hotel Wodnik                               |
| 2015 | 4-7.06      | Krynica (górska)    | Hotel Krynica                              |
| 2016 | 26.05-29.05 | Jachranka           | Hotel Windsor                              |
| 2017 | 15-18.06    | Międzyzdroje        | Hotel Wolin                                |
| 2018 | 31.05-3.06  | Słok                | Hotel Wodnik                               |
| 2019 | 20.06-23.06 | Suchedniów          | Hotel Paradiso                             |
| 2020 | odwołany    | odwołany            | n/d (walne-online)                         |
| 2021 | odwołany    | odwołany            | n/d (walne- Hotel Meruce Warszawa Centrum) |
| 2022 | 16-19.06    | Wisła               | hotel Stok                                 |
| 2023 | 8-11.06     | Starachowice        | Hotel Europa Starachowice                  |
| 2024 | 30.05-2.06  | Tarnowo Podgórne    | Hotel 500                                  |

## Niektórzy znani członkowie Mensy
Poniższa lista zawiera nazwiska niektórych znanych osób należących – obecnie lub w przeszłości – do Mensy.
| Imię i Nazwisko     | Informacje | Kraj    |
| ------------------- | --- | ------- |
| Wojciech Adamczyk   | Reżyser | Polska  |
| Marcin Bruczkowski  | Polski pisarz, informatyk i perkusista | Polska  |
| Antoni Chodorowski  | Polski grafik karykaturzysta, autor ilustracji do książek, plakatów, zajmował się także fotografią i malarstwem | Polska  |
| Andrzej Dragan      | Fizyk teoretyk i artysta: fotograf, kompozytor oraz twórca filmowy, a także popularyzator nauki | Polska  |
| Andrzej Fal         | Lekarz, internista, alergolog i specjalista w zakresie zdrowia publicznego. Od 2014 roku prezes zarządu Polskiego Towarzystwa Zdrowia Publicznego, a od 2015 roku członek Komitetu Zdrowia Publicznego Polskiej Akademii Nauk. Pierwszy Prezes Stowarzyszenia Mensa Polska (1990-1994) | Polska  |
| Bogumił Książek     | Malarz, doktor nauk plastycznych, wykładowca i profesor Akademii Sztuk Pięknych w Krakowie | Polska  |
| Jacek Leluk         | Biochemik i bioinformatyk | Polska  |
| Andrzej Majewski    | Pisarz, felietonista, artysta fotografik, reżyser | Polska  |
| Dorota Rabczewska   | Piosenkarka, aktorka teatralna i filmowa, producentka filmowa, znana pod pseudonimem Doda | Polska  |
| Arlena Witt         | Filolożka angielska, autorka kanału na YouTube „Po Cudzemu” | Polska  |
| Markus Persson      | Szwedzki programista, twórca gry Minecraft. | Szwecja |
| Scott Adams         | Amerykański rysownik, twórca Dilberta | USA     |
| Isaac Asimov        | Autor s-f i biochemik, były wiceprzewodniczący Mensa International | USA     |
| Jean Marie Auel     | Pisarka | USA     |
| Derek Keith Barbosa | Raper (używający pseudonimu Chino XL) | USA     |
| Arthur C. Clarke    | Pisarz s-f, propagator kosmonautyki, autor książki 2001: Odyseja kosmiczna i współautor, wraz ze Stanleyem Kubrickiem, scenariusza filmu o tym samym tytule | UK      |
| Martin Cooper       | Wynalazca, uważany za twórcę telefonu komórkowego | USA     |
| Geena Davis         | Aktorka | USA     |
| Nelson DeMille      | Pisarz | USA     |
| Buckminster Fuller  | Wizjoner, projektant, architekt, poeta, pisarz, wynalazca. Drugi przewodniczący Mensy | USA     |
| Nolan Gould         | Amerykański aktor dziecięcy | USA     |
| Jeremy Hanley       | Były przewodniczący Partii Konserwatywnej | UK      |
| Frank Lampard       | Piłkarz reprezentacji Anglii | UK      |
| Ranan Lurie         | Rysownik i dziennikarz | USA     |
| Steve Martin        | Aktor, zdobywca nagrody Emmy | USA     |
| Ellen Muth          | Aktorka | USA     |
| Joyce Carol Oates   | Pisarka | USA     |
| Adam Osborne        | Brytyjski autor książek i wydawca oprogramowania, projektant komputerów | UK      |
| Donald Petersen     | Dyrektor generalny Forda w latach 1985–1989 | USA     |
| Marilyn vos Savant  | Amerykańska felietonistka i pisarka pochodzenia austriackiego; odnotowana w Księdze Rekordów Guinnessa jako osoba z najwyższym ilorazem inteligencji | USA     |
| Norman Schwarzkopf  | Amerykański generał | USA     |
| Victor Serebriakoff | Brytyjski pisarz, specjalista technologii drewna, wieloletni przewodniczący Mensy | UK      |
| Clive Sinclair      | Brytyjski wynalazca i konstruktor, wieloletni prezes Mensy UK | UK      |
| Lancelot Ware       | Prawnik, biochemik, współzałożyciel Mensy | UK      |
| Roger Zelazny       | Amerykański pisarz science-fiction | USA     |